# Hajdar al-Amuli
Hajdar al-Amuli (ur. 1319 lub 1320, zm. po 1385) (pełne imię: Sajjid Baha ad-Din Ibn Ali Ibn Hajdar al-Ubajdi al-Husajni al-Amuli) – sufi i teolog imamicki.
Uczył się najpierw w swoim rodzinnym mieście Amol, następnie zaś w Astarabadzie i Isfahanie. Kiedy w swoich późnych latach dwudziestych powrócił do Amolu stał się zaufanym, a następnie wezyrem Fachr ad-Daula Hasana (panował 1333/1334 – 1349), ostatniego przedstawiciela miejscowej dynastii Bawandydów. Rok w którym zamordowano Fachr ad-Daulę był jednocześnie rokiem w którym pod wpływem religijnego kryzysu al-Amuli porzucił swoją świetną karierę, przywdział „habit” (xerqa) sufiego i udał się w podróż najpierw do świętych miejsc szyitów, a potem do Jerozolimy, Mekki i Medyny. Z powodu złego stanu zdrowia był zmuszony opuścić Medynę i wydaje się, że resztę swojego życia w całości spędził w Iraku. W Bagdadzie pobierał nauki w dziedzinie prawa m.in. od syna słynnego szyickiego uczonego Allamy al-Hillego (1250 – 1325) i u niego uzyskał dyplom (iğāza). Osiadł później w Nadżafie, gdzie żył przez następne trzydzieści lat. Ostatnia informacja jaką o nim posiadamy pochodzi z roku 1385.
Amuli był płodnym pisarzem. Znamy około czterdzieści tytułów jego dzieł, z których siedem przetrwało do naszych czasów. Jego historyczne znaczenie leży przede wszystkim w syntezie sufizmu i szyizmu jakiej dokonał, a w szczególności inkorporacji do szyizmu myśli Ibn Arabiego. Jest on autorem monumentalnego komentarza do „Klejnotów mądrości” (Fus.us. al-h.ikam) Ibn Arabiego, „Teksty tekstów” (Nas.s. al-nos.ūs.), z którego wydano mający około pięćset stron wstęp, stanowiący jakąś dziesiątą część całości. Amuli bada znaczenie „Klejnotów” na trzech poziomach:  objawienia (naql - Koran i hadisy, ze szczególnym uwzględnieniem źródeł szyickich), rozumu (ʿaql - kalam i falsafa), oraz mistycznego „odsłonięcia” (kašf - doświadczenia jego własne oraz opisane w pismach Ibn Arabiego i jego uczniów).
Amuli twierdził, że szyizm imamicki, który jest połączeniem szariatu, tariki i duchowości (h.aqīqa), jest identyczny z sufizmem. Każdy prawdziwy szyita jest także sufim, i odwrotnie. Pełni mistycznej wiedzy Imamowie są nie tylko przewodnikami szyitów, ale każdego kto wkroczył na mistyczną ścieżkę. Al-Amuli krytykuje zarówno szyitów, którzy sprowadzają swoją religię do szariatu jak i sufich, którzy zaprzeczają temu że biorą oni swoje początki od Imamów.
W swoim rozumieniu tauhidu Amuli rozwija koncepcję Ibn Arabiego. Rozróżnia pomiędzy tauhidem egzoterycznym (z.ahir), według którego nie ma Boga poza „tym” Bogiem, oraz tauhidem ezoterycznym (bāţin), ontologicznym (wuğūdī lub h.aqīqī), zgodnie z którym nie istnieje nic oprócz Boga. Pierwszy był nauczany przez proroków, drugi natomiast przez świętych (awliyāʾ, l.poj. walī). Tak jak stworzony za pomocą tuszu list nie ma osobnej w stosunku do niego egzystencji i jest tylko środkiem poprzez który ten się przejawia, tak samo fizyczny świat jest tylko środkiem poprzez który przejawiają się imiona, i działania Boga. Odpowiednio Amuli rozróżnia dwa rodzaje szirku: jeden egzoteryczny, jawny, polegający na przydawaniu Bogu towarzyszy, i drugi ezoteryczny, ukryty, polegający na niezdolności do rozpoznania że „wszystko jest Bogiem, przez Boga, od Boga i dla Boga”.
Tawh.īd wuğūdī ostatecznie dokona się wraz z przybyciem Mahdiego. Zgodnie z systemem Amuliego Mahdi musi być walim, a nie prorokiem. Podążając w tym za Sad ad-Dinem Hammują (zm. 1252) i Abd ar-Razzakiem Kaszanim (zm. 1330) al-Amuli utrzymuje że pieczęcią powszechnej (mot.laq) wilai jest Ali, natomiast pieczęcią partykularnej wilai Mahometa jest Mahdi. W tej kwestii al-Amuli różni się od Ibn Arabiego, dla którego pieczęcią wilai powszechnej był Jezus, zaś pieczęcią partykularnej wilai Mahometa on sam. Zgodnie z szyicką profetologią i imamologią Hajdar al-Amuli wyraźnie zaznacza, że byłoby sprzecznością gdyby prorok był pieczęcią wilai powszechnej.